# Tratado General (1952)
El Tratado General (título oficial completo: Tratado sobre las relaciones entre la República Federal de Alemania y las tres potencias, también conocido como Tratado de Alemania, Tratado de Bonn o Convención de Bonn) es un tratado internacional que fue firmado el 26 de mayo de 1952 entre la República Federal de Alemania y las tres potencias ocupantes occidentales Francia, Gran Bretaña y Estados Unidos. El tema del tratado fue la restauración de la soberanía alemana y la normalización del estatus de Alemania según el derecho internacional. Reemplazó el estatuto de ocupación de 1949.
En el contexto de la guerra de Corea y la Guerra Fría, Estados Unidos buscó obtener una contribución alemana a la defensa de Occidente dentro de la Comunidad Europea de Defensa (CED). Esta fue la razón para poner fin al régimen de ocupación en la República Federal y otorgar los derechos de un estado soberano. En la República Democrática Alemana (RDA), el Tratado General se conocía como “Tratado de Guerra General”, según el lenguaje del Partido Socialista Unificado de Alemania (SED).
Aunque el tratado fue ratificado por la República Federal de Alemania, Gran Bretaña y Estados Unidos, no entró en vigor debido al calendario previsto en el Tratado CED, ya que la Asamblea Nacional francesa rechazó la ratificación de este último el 30 de agosto de 1954. Posteriormente, el Tratado General fue renegociado parcialmente. Finalmente fue publicado en una versión modificada según el acta del 23 de octubre de 1954 entraron en vigor los Acuerdos de París, en los que se fundó la Unión Europea Occidental (UEO). La revisión fue ventajosa para la República Federal. Aunque la versión revisada otorgaba a la República Federal de Alemania “el pleno poder de un estado soberano sobre sus asuntos internos y externos”, aún enumeraba una serie de restricciones en los campos legislativo, militar e internacional.
Otras disposiciones del Tratado General y de los tratados adicionales se expresaron en derechos especiales de las potencias occidentales, sujetos a aquellos derechos y responsabilidades que afectaban a Berlín y Alemania en su conjunto, el acuerdo final de paz y la reunificación alemana.

## Origen

### Antecedentes

#### La situación en los inicios de la República Federal
Con la fundación de la República Federal de Alemania en 1949, la situación bélica con los aliados aún no había terminado. Alemania todavía estaba ocupada por sus tropas, que se suponía que debían evitar que Alemania pusiera en peligro a los estados vecinos, y un estatuto de ocupación limitaba la soberanía de Alemania. En la disputa con la Alta Comisión Aliada, el gobierno federal alemán logró una serie de regulaciones y concesiones que, si bien no pudieron abolir el régimen de ocupación, sí permitieron una mayor independencia y voz.
Ya en noviembre de 1949, la Alta Comisión Aliada abolió el requisito de licencia para el establecimiento de nuevos partidos políticos, y en abril y julio de 1951 redujo sus restricciones de producción para la industria alemana. Con pequeños pasos, la República Federal recuperó su soberanía interna, aunque no en el ámbito militar. Una ley aliada que entró en vigor el 1 de junio de 1950 resumía todas las prohibiciones destinadas a garantizar el desarme y la desmilitarización de la República Federal en el sector industrial. Al mismo tiempo, sin embargo, ya se hablaba del número de futuras unidades del ejército alemán. Después de tener que conformarse inicialmente con una “Oficina de Asuntos Exteriores” en la Cancillería Federal (“Oficina Blankenhorn”), tras una revisión del estatuto de ocupación en marzo de 1951 se creó un Ministerio de Asuntos Exteriores, para que el tratado fundacional de la Comunidad Europea del Carbón y del Acero fuera firmado el 18 de abril de 1951. La República Federal recibió un mínimo de soberanía exterior.
En los meses previos al ataque de Corea del Norte, el canciller Konrad Adenauer ya estaba preocupado de que el Ejército Rojo fuera muy superior a las fuerzas armadas de las potencias occidentales en Europa Occidental. En conversaciones con los Altos Comisionados había pedido permiso para crear una organización de policía federal como contrapeso a las fuerzas fronterizas cuasi militares que se habían establecido en la zona soviética desde la primavera de 1948, mientras que en Alemania Occidental, además del personal auxiliar, en las tropas de ocupación no había nada comparable. En junio de 1950 ofreció por primera vez a los Altos Comisionados la participación de soldados alemanes en forma de unidades de voluntarios que podrían entrenarse discretamente en Francia y controlarse desde París.

#### Guerra de Corea y esfuerzos de Estados Unidos para hacer una contribución a la defensa alemana
Con el inicio de la guerra de Corea el 25 de junio de 1950, Estados Unidos trasladó su participación de Europa a Asia Oriental. Sus ideas sobre utilizar el potencial militar de Alemania Occidental para defender Europa Occidental estaban en contradicción con las disposiciones de desmilitarización de la rendición alemana y el Acuerdo de Potsdam. Después de los acontecimientos de la Segunda Guerra Mundial, éste y el sistema de seguridad internacional de la época, incluida la Carta de las Naciones Unidas, se basaban en la idea de “tener seguridad contra otro ataque alemán”. A más tardar, las principales potencias victoriosas comenzaron a hacer esfuerzos para que las fuerzas alemanas volvieran a ser utilizables para la defensa del mundo libre y para integrar a la República Federal como socio activo en su sistema de seguridad.
La guerra en Corea y el temor de una nueva guerra mundial en la percepción pública correspondían a escenarios de amenaza interna del ejército estadounidense, que desde 1950 pedía que la República Federal se rearmara. La expansión soviética tras la Segunda Guerra Mundial en Europa del Este, la revolución comunista en China en 1949 y la guerra de Corea aparecieron como evidencia de la agresividad del comunismo internacional. Esto dio lugar a la formación de soldados alemanes, algo que antes era inimaginable para los estados europeos ocupados por las tropas de la Wehrmacht. Desde la perspectiva angloamericana, los soldados de Alemania Occidental fueron necesarios en la aguda crisis coreana.También estaba previsto que el Alto Comisionado estadounidense para Alemania, John Jay McCloy, participara en la Conferencia de Ministros de Asuntos Exteriores de los Aliados Occidentales convocada en Nueva York en septiembre de 1950 como presidente ejecutivo del Alto Comisionado Aliado. El Secretario de Estado de los Estados Unidos, Dean Acheson, dijo el 3 de julio de 1950, en un informe al Consejo de Seguridad Nacional de Estados Unidos, se pedía que “Alemania se establezca en una conexión estrecha y firme con Occidente lo más rápido posible y se creen condiciones bajo las cuales el potencial de Alemania Occidental pueda finalmente sumarse al potencial de Occidente”. La cuestión debería discutirse en la Conferencia de Ministros de Asuntos Exteriores.

#### Memorandos de Adenauer para las potencias occidentales del 29 de agosto de 1950
En preparación para la Conferencia de Ministros de Asuntos Exteriores, McCloy pidió el 24 de agosto al Canciller Adenauer que presentara sus puntos de vista sobre la relación de la República Federal con los Aliados. Adenauer hizo redactar entonces dos cartas de intención el 29 de agosto: el “Memorando sobre la cuestión de la reorganización de las relaciones de la República Federal de Alemania con las potencias ocupantes”, que también hizo imprimir en sus memorias,  y el “Memorando sobre la Cuestión de Seguridad”. La idea de entregar ambos memorandos al mismo tiempo surgió poco antes de que ello sucediera. Adenauer no logró una decisión formal del gabinete sobre los dos escritos, sino que presentó a los ministros un hecho consumado. Sin embargo, a excepción del ministro del Interior, Gustav Heinemann, todos estuvieron de acuerdo posteriormente. Sin embargo, hubo un escándalo por este esfuerzo en solitario. Debido a esto, Heinemann abandonó el gobierno y la CDU. Más tarde se convirtió en portavoz contra el rearme.
En el "Memorando sobre la cuestión de la reorganización de las relaciones de la República Federal con las potencias ocupantes", Adenauer pidió una reorganización integral del estatuto jurídico de la República Federal, que debería aportarle más "libertad de acción y responsabilidad". Con esto se refería a poner fin al estado de guerra y abolir el estatuto de ocupación, que en ese momento sólo llevaba un año en vigor. Las relaciones con las potencias victoriosas deberían estar determinadas cada vez más por acuerdos contractuales. Aquí no se mencionaba ninguna intervención militar de la República Federal.Se discutió por primera vez en el memorando de seguridad mucho más detallado. En él, Adenauer declaraba que la República Federal estaba dispuesta a “hacer una contribución en forma de un contingente alemán en caso de que se formara un ejército internacional de Europa occidental”. El rearme de la RDA era tan peligroso como el Ejército Popular de Corea del Norte, que había desencadenado la guerra de Corea con su ataque a Corea del Sur; la Policía Popular Acuartelada podía atacar en cualquier momento. Por lo tanto, pidió que se reforzaran las tropas de ocupación para proteger la República Federal y también propuso crear una fuerza de policía federal que, en determinadas circunstancias, podría ser armada y utilizada militarmente, y debería garantizar la seguridad interna de la República Federal. Sin embargo, siguió rechazando la remilitarización de Alemania mediante la creación de sus propias fuerzas armadas nacionales. Mediante un lenguaje deliberadamente ambiguo, Adenauer logró ofrecer una contribución militar alemana y al mismo tiempo rechazó la remilitarización, que era impopular en la República Federal.
A las 19 de septiembre de 1950, en una reunión en Nueva York, los ministros de Asuntos Exteriores de Estados Unidos, Gran Bretaña y Francia, Dean Acheson, Anthony Eden y Robert Schuman, declararon su voluntad de reforzar sus fuerzas armadas en Alemania Occidental, de revisar el estatuto de ocupación. y negociar el establecimiento de un ejército europeo a partir de la participación de Alemania Occidental en el marco de una comunidad de defensa europea.
El historiador Ludolf Herbst califica de “exagerado” el escenario de amenaza que el Canciller Federal describió en su memorando de seguridad del 29 de agosto de 1950 y entregó al Alto Comisionado Aliado para estas reuniones. Su biógrafo Henning Köhler escribe sobre la verdadera “histeria de guerra” de Adenauer en la primavera y el verano de 1950. Sin embargo, el deseo de Adenauer de construir una fuerza policial federal fuerte fue rechazado: los escépticos franceses habían prevalecido sobre los estadounidenses, que habrían aceptado una medida federal alemana tan inmediata.

### Negociaciones 1951/52
Un año después, terminó el estado de guerra entre las potencias occidentales y Alemania. El 14 de septiembre de 1951, los ministros de Asuntos Exteriores de las tres potencias occidentales anunciaron en Washington su intención de “incluir una Alemania democrática en una comunidad europea continental sobre la base de la igualdad de derechos”. El 24 de octubre de 1951, el Alto Comisionado de Francia, André François-Poncet, presentó al Canciller Federal un primer borrador de un tratado general. Estaba profundamente decepcionado por la falta de acuerdo de las potencias victoriosas en cuestiones de soberanía federal alemana y declaró que ningún gobierno federal podría presentar un tratado de este tipo al Bundestag. Durante los varios meses de negociaciones entre el gobierno de Alemania Occidental y los altos comisionados que se unieron, Adenauer se aseguró de proporcionar a su gabinete, a la Comisión de Asuntos Exteriores del Bundestag y al público la menor información posible. Como canciller y ministro de Asuntos Exteriores, él mismo controló el complicado proceso de negociación, Walter Hallstein y Herbert Blankenhorn lo apoyaron como principales asesores. Los distintos grupos de trabajo de expertos estuvieron dirigidos por Wilhelm Grewe. Desde la perspectiva alemana, las negociaciones fueron muy insatisfactorias porque no se logró ni la membresía en la OTAN que Adenauer aspiraba, ni una política militar o armamentista igualitaria.
Uno de los problemas más difíciles, que todavía estaba sin resolver en noviembre de 1951, cuando Adenauer ya había viajado a París para rubricar el acuerdo general, era la frontera provisional en la línea Óder-Neisse. Adenauer quería obligar a sus socios contractuales a trabajar por la reunificación de Alemania dentro de las fronteras de 1937. Esto habría significado que Estados Unidos, Gran Bretaña y Francia hubieran tenido que declarar oficialmente que querían poner fin a la administración polaca y soviética en los antiguos territorios orientales de Alemania. No podían aceptar tal revisionismo, por lo cual Adenauer tuvo que ceder.
Otro problema espinoso fue la llamada cláusula vinculante, según la cual los tratados occidentales también deberían aplicarse de forma irreversible a una futura Alemania reunificada. Es controvertido si se insertó por iniciativa de Adenauer, como supone Hans-Peter Schwarz, o, según Köhler, más bien como resultado de negociaciones detalladas entre Grewe y el asesor legal de McCloy, Robert R. Bowie.Con esta cláusula, la parte federal alemana quería impedir que el Consejo de Control Aliado renaciera en caso de reunificación, mientras que las potencias occidentales deseaban impedir que una Alemania reunificada cayera en el Bloque del Este o en una “precaria […] neutralidad” (Grewe). La cláusula fue extremadamente controvertida dentro del gabinete de Adenauer. Durante la primera discusión sobre el tratado, que el propio Adenauer había mantenido en secreto durante mucho tiempo ante el Gabinete, la aprobación del Ministerio Federal para Personas Desplazadas, Refugiados y Víctimas de Guerra, en la persona de Hans-Joachim von Merkatz (DP), sólo se logró abordando la aprobación del tratado después de una pausa para el almuerzo durante la cual se sirvió vino y se brindó por él con especial frecuencia. A medida que avanzaba el proceso, la resistencia de algunos ministros de la CDU resultó ser tan fuerte que el ministro de Asuntos Exteriores Acheson y el enviado estadounidense Philip Jessup redactaron una fórmula de compromiso con Heinrich von Brentano, presidente del grupo parlamentario CDU/CSU, que estaba redactada de forma tan torpe. que podría entenderse como una atenuante de la cláusula vinculante. Con este cambio de último momento, el Tratado General pudo firmarse el 26 de mayo de 1952 en la Cámara del Consejo Federal de la Bundeshaus de Bonn.

### EVG
Al mismo tiempo, se estaban llevando a cabo negociaciones entre Francia, los estados del Benelux, Italia y la República Federal de Alemania sobre una Comunidad Europea de Defensa: basándose en la integración europea que comenzó con la Comunidad Europea del Carbón y del Acero fundada el 18 de abril de 1951, las fuerzas armadas de los países participantes deberían organizarse supranacionalmente desde el nivel divisional hasta el nivel de mando y suministro militar hacia arriba, para conciliar el reclamo federal alemán de igualdad de derechos con la necesidad francesa de seguridad. Un día después del tratado con Alemania, el 27 de mayo de 1952 se firmó en París el Tratado EDC.
Las negociaciones para una Comunidad Europea de Defensa causaron preocupación en la Unión Soviética. El 10 de marzo de 1952, el gobierno soviético propuso a las potencias occidentales un tratado de paz para una Alemania reunificada en el marco de la Conferencia de Potsdam. Estipuló que a Alemania no se le permitía entrar en una alianza militar dirigida contra un antiguo enemigo de guerra. Las potencias occidentales se negaron. Todavía hoy es controvertido si la nota de Stalin realmente pretendía abandonar el Estado del SED para impedir el rearme de Alemania y su integración en la alianza militar occidental, o si eran simplemente maniobras disruptivas contra la política occidental de Adenauer.

### Debate político interno en la República Federal
El Tratado General y la CED encontraron una amarga resistencia por parte de la oposición del SPD, que temía que el rearme y la integración occidental redujeran las posibilidades de reunificación. El líder del partido, Kurt Schumacher, afirmó categóricamente en una entrevista el 15 de mayo de 1952: "Quien acepte este acuerdo general dejará de ser alemán". Los debates en el Bundestag fueron igualmente acalorados: en su discurso del 9 de julio de 1952, Carlo Schmid consideró poco probable que los soviéticos permitieran alguna vez elecciones libres para todos los alemanes "si estuviera claro desde el principio que la parte de Alemania, que están renunciando, debe ser asignado a un bloque que Rusia percibe como hostil sobre la base de una obligación convencional creada hoy. Erich Ollenhauer declaró el 19 de marzo de 1953: “La integración de la República Federal en el sistema de defensa militar de Occidente […] sólo puede conducir a una profundización de la división de Alemania”. Adenauer, por otro lado, argumentó que la alianza era un requisito previo tanto para la reunificación, que “sólo podría lograrse con la ayuda de los tres aliados occidentales”, como para la seguridad de la República Federal: Esto estaba en peligro por la “expansión agresiva política de la Rusia soviética” y había una amenaza de “esclavitud y explotación”. El 19 de marzo de 1953, el Bundestag aprobó los tratados con los votos de la CDU/ CSU, el FDP y el DP, y el 15 de mayo el Bundesrat también los aprobó. Sin embargo, el Tratado General aún no podía entrar en vigor porque el SPD había interpuesto una demanda contra el Tribunal Constitucional Federal el 11 de mayo de 1953. El objetivo era aclarar si la contribución militar alemana asociada al tratado EVG era compatible con la Ley Fundamental. Antes de la sentencia de los jueces de Karlsruhe, el presidente federal, Theodor Heuss, no quería firmar las leyes pertinentes. Él mismo ya había pedido un dictamen sobre esta cuestión al Tribunal Constitucional Federal en 1952, pero fue persuadido por la insistencia de Adenauer de retirar su solicitud.

### Fallo de la EVG y revisión 1954/55
La ratificación llevó mucho tiempo porque el parlamento francés sólo quería ratificar los tratados alemán y EDC al mismo tiempo. Siete años después del final de la Segunda Guerra Mundial, las reservas sobre el ejército alemán seguían siendo grandes. En vista de la derrota militar en la guerra de Indochina, el EVG apareció para algunos parlamentarios como el sepulturero del papel de Francia como potencia mundial o como pionero de una nueva Wehrmacht. El 24 de agosto de 1954, la mayoría de la Asamblea Nacional se negó a discutirlo. Esto significó que el contrato de EVG había fracasado y el contrato de Alemania tuvo que ser renegociado. Gran Bretaña y Estados Unidos tomaron la iniciativa. En la conferencia de Londres de las nueve potencias con Canadá, Francia, Italia, los países del Benelux y la República Federal de Alemania del 28 de septiembre al 3 de octubre de 1954, se redactó el Acta de Londres, que, entre otras cosas, concluyó el Tratado con Alemania. y la admisión de la República Federal de Alemania en la OTAN recomendó un desvío mediante la creación de una UEO. Sobre esta base, tres comités de expertos redactaron en la capital francesa del 4 al 16 de octubre de 1954 los Tratados de París, que fueron adoptados por varias conferencias intergubernamentales el 19 de octubre de 1954. El 23 de octubre se firmaron en París, incluido el Tratado General. Tras su ratificación, entró en vigor el 5 de mayo de 1955. Cuatro días después, la República Federal fue aceptada en la OTAN.
Durante las negociaciones de París se revisaron algunos artículos del Tratado General. La reserva de emergencia general de los Aliados fue eliminada del tratado con Alemania. Las potencias occidentales también aceptaron que se eliminaran todas las opciones directas de intervención en los poderes gubernamentales y administrativos, así como en la jurisprudencia de la República Federal. Una revisión del Tratado General ahora era posible "en caso de la reunificación de Alemania o de un acuerdo internacional sobre medidas para lograr la reunificación de Alemania alcanzado con la participación o el consentimiento de los estados que son miembros del tratado". En el artículo reescrito N.° 4 párrafo N.° 2 del Tratado General, las potencias occidentales insistieron en sus “derechos continuos con respecto al estacionamiento de fuerzas armadas en Alemania”, aunque lo vincularon expresamente al “pleno acuerdo” con el gobierno federal. Se eliminó la controvertida “cláusula vinculante”, también porque no se esperaban más ofertas soviéticas sobre la reunificación de Alemania que pudieran tentar a los alemanes federales.
Las restricciones de soberanía a través de los derechos de reserva permanecieron en vigor, pero las relativas al estado de emergencia solo hasta que la República Federal aprobó sus propias leyes de emergencia. Esto sucedió en 1968. Otras restricciones de soberanía continuaron hasta la reunificación de Alemania en 1990. Durante la conferencia de las nueve potencias, Adenauer también admitió restricciones a la igualdad de derechos dentro de la OTAN y la UEO: por lo tanto, a la República Federal no se le permitió producir armas NBQ o ciertos tipos de armas pesadas, como misiles teledirigidos, buques de guerra más grandes y bombarderos estratégicos. En general, las disposiciones acordadas en 1954 fueron significativamente más favorables para la República Federal que las de 1951/52, por lo que Hans-Peter Schwarz califica el fracaso de la CED, que hizo necesaria la renegociación, como un “golpe de suerte” para Adenauer.
Cuando la versión final del 23 de octubre de 1954 entró en vigor el 5 de mayo, el Estatuto de Ocupación también fue derogado, la Alta Comisión Aliada fue disuelta y los documentos de ratificación de los Tratados de París fueron depositados en Bonn. La Alta Comisión Aliada y las oficinas de los Comisionados Estatales fueron disueltas en esta fecha. El 7 de junio de 1955, el “ Amt Blank ” se convirtió en Ministerio Federal de Defensa, y su director, Theodor Blank, se convirtió en el primer ministro Federal de Defensa.

## Contenido
El Tratado General reemplazó el estatuto de ocupación de 1949. Como “acuerdo puente”, pretendía llenar el vacío que había surgido entre la rendición después de la Segunda Guerra Mundial y un futuro acuerdo de paz.
Otorgó a la República Federal “el pleno poder de un estado soberano sobre sus asuntos internos y externos, sujeto a ciertas disposiciones del tratado”. Esto significó que ahora podría establecer relaciones diplomáticas con otros países. Los llamados derechos de reserva aliados se referían a “Berlín y Alemania en su conjunto, incluida la reunificación de Alemania y un acuerdo de paz”. Otros párrafos otorgaban a las tres potencias protectoras derechos en caso de una emergencia para sus fuerzas armadas estacionadas en el territorio federal que amenazara su seguridad. Las tres potencias conservaron algunas reservas sobre el derecho de ocupación, como el derecho de los aliados a controlar el tráfico postal y de telecomunicaciones alemán o la libertad de circulación de sus servicios secretos en Alemania, que luego fue criticado en el asunto de la NSA en 2013. Por lo tanto, el historiador alemán Heinrich August Winkler niega que el Tratado General hiciera soberana a la República Federal en el verdadero sentido de la palabra, el historiador estadounidense Dennis L. Bark llama al Tratado General un “estatuto de ocupación revisado”.
Las partes contratantes acordaron el objetivo de la reunificación de Alemania en libertad y un acuerdo de paz para toda Alemania, aunque la determinación de sus fronteras quedó reservada para un futuro tratado de paz. Se levantaron casi todas las limitaciones y restricciones a la producción y el comercio alemanes. Quedaban dos excepciones: la construcción de aviones seguía prohibida, al igual que la producción de armas nucleares (→ Armas nucleares en Alemania). A partir de entonces, la base jurídica para la estancia de tropas extranjeras en el territorio de la República Federal ya no era el estatuto de ocupación basado en la ley marcial, sino acuerdos contractuales entre estados iguales. Además, el tratado preveía la admisión de la República Federal en las Naciones Unidas (ONU), lo que, sin embargo, no tuvo lugar junto con la RDA hasta 1973, después del tratado básico.
En el artículo N.°7 párrafo N.° del Tratado General, los estados firmantes acordaron el objetivo común de “una Alemania reunificada que tenga una constitución liberal-demócrata similar a la República Federal y que esté integrada en la comunidad europea”. En el tratado revisado, la República Federal recibió la seguridad de que una futura Alemania reunificada podría decidir libremente sobre sus vínculos militares. Sin embargo, tuvo que dejar de producir armas nucleares y otras armas pesadas.
En opinión de Grewe, este tratado no comprometía a una futura Alemania unificada con una forma específica de gobierno u orden social y también dejaba abierto si se constituiría como un estado nación o como parte de una federación europea.
El Tratado General fue complementado por el Tratado sobre los derechos y deberes de las fuerzas armadas extranjeras y sus miembros en la República Federal de Alemania (Tratado de Tropas), el Tratado Financiero, que regulaba el mantenimiento de estas fuerzas armadas, y el Tratado de Transición, que cuestiones reguladas que surgen de la guerra y la ocupación.
El 23 de octubre de 1954 se firmó el Tratado sobre la residencia de fuerzas armadas extranjeras en la República Federal de Alemania (BGBl. 1955 II p. 253) entre la República Federal y ocho partes contratantes (Bélgica, Dinamarca, Francia, Canadá, Luxemburgo)., Países Bajos, Reino Unido y Estados Unidos de América) crearon una base de tratado para los derechos y obligaciones de las fuerzas armadas extranjeras en Alemania Occidental. El llamado contrato de tropas sigue vigente incluso después de la celebración del contrato dos más cuatro y puede ser rescindido por cualquiera de las partes con un preaviso de dos años (modificación de notas del 25 de septiembre de 1990, BGBl. II p. 1390 y 16 de noviembre de 1990, BGBl. II p. 1696). En los nuevos estados federados y en Berlín todavía no se aplica.
En 1957, la República Democrática Alemana concluyó con la Unión Soviética el acuerdo sobre la residencia temporal de las fuerzas armadas soviéticas en el territorio de la RDA, que regulaba el derecho de residencia del ejército soviético en la RDA. Después de la reunificación en 1990, se concluyeron dos tratados con la Unión Soviética para su retirada, entre ellos: a. el acuerdo de retirada de tropas del 12 de octubre de 1990 (BGBl. 1991 II p. 256, 258). Los últimos soldados rusos fueron retirados en el verano de 1994.
De conformidad con la Ley de residencia de las fuerzas armadas del 20 de julio de 1995 (BGBl. II p. 554), el gobierno federal también puede celebrar acuerdos con estados extranjeros sobre la entrada y estancia temporal de sus fuerzas armadas en Alemania para ejercicios, tránsito por tierra y entrenamiento de unidades, como fue el caso anteriormente con Polonia y la República Checa.

## Terminología
Según el biógrafo de Adenauer, Henning Köhler, el nombre Tratado de Alemania provenía del jefe de la Cancillería Federal, Otto Lenz, quien lo propuso el 30 de abril de 1952 como sustituto del nombre de Tratado General, que había sido común hasta entonces. Posteriormente, Adenauer intentó en vano conseguir esta designación, que le parecía más favorable "para la propaganda ", para que los Altos Comisionados la utilizaran. Según Wilhelm Grewe, jefe de la delegación alemana para la negociación del Tratado General que sustituirá el Estatuto de Ocupación, fue el propio Adenauer quien acuñó este término, especialmente con vistas al previsible conflicto político interno. No pudo convencer de esto a sus socios negociadores estadounidenses, británicos y franceses, que prefirieron llamar al tratado Tratado de Bonn o Convenciones de Bonn.  El 15 de mayo se acordó el nombre oficial de Tratado sobre las Relaciones entre la República Federal de Alemania y las Tres Potencias. En el uso cotidiano en la República Federal se ha establecido el término más pegadizo Tratado de Alemania o Tratado General, que a menudo se utilizan como sinónimos.  En su presentación de la historia de los Acuerdos de París, la diplomática Ellinor von Puttkamer distingue entre un tratado global alemán y sus partes: acuerdo general, acuerdo militar, acuerdo financiero, acuerdo de transición y acuerdo fiscal. En el lenguaje público de la RDA, el Tratado General fue denunciado como un Tratado de Guerra General, sobre el cual el “Libro Blanco sobre el Tratado de Guerra General” proporcionaba información propagandística. Con esta y muchas otras composiciones bélicas, la propaganda del SED pretendía constantemente sugerir „la inevitabilidad de que la política de Bonn conduzca a una nueva guerra.“

## Los objetivos de Adenauer
Durante su mandato como canciller, Konrad Adenauer siguió una política de integración occidental decisiva, con la que convirtió a la República Federal en un socio confiable de los aliados occidentales en el contexto de la Guerra Fría. Por tanto, estaban dispuestos a concederle soberanía estatal. En la investigación, esta ganancia de soberanía se considera a menudo como el motivo más importante de Adenauer. Los biógrafos de Adenauer, por el contrario, niegan que la canciller haya aprovechado la cuestión de la seguridad para alcanzar la soberanía de la República Federal. Hans-Peter Schwarz afirma que ambas cuestiones no estuvieron relacionadas hasta agosto de 1950: en los meses anteriores, Adenauer había estado "obsesionado" con un posible ataque soviético, lo que le preocupaba seriamente. Köhler sugiere la interpretación opuesta, que las potencias occidentales concluyeron el Tratado con Alemania "para moderar y canalizar el impetuoso impulso de rearmarse de Adenauer". En consecuencia, el primer objetivo de la canciller no habría sido ganar soberanía, sino rearmarse. Cuando tuvo la oportunidad de conseguir ambas cosas, intentó concluir un tratado de paz entre una República Federal soberana y las potencias occidentales.
Una fuente descubierta en 1986 arroja otra luz sobre los objetivos de Adenauer. Luego, el 15 de diciembre de 1955, de manera confidencial pero abierta, informó al gobierno británico a través del embajador alemán Hans-Heinrich Herwarth von Bittenfeld que no tenía confianza en el pueblo alemán y temía que uno de sus sucesores "llegara a un acuerdo con Rusia hasta el final". perjuicio de Alemania podría". Por eso "para él la integración occidental es más importante que la reunificación". Según este entendimiento, la conexión con Occidente no era un medio por el cual Adenauer creía que podía alcanzar objetivos nacionales, sino más bien un objetivo en sí mismo, porque sólo parecía ofrecerle seguridad contra una nueva tentación totalitaria de sus compatriotas.

## Anulación
El Tratado General fue suspendido los días 27 y 28 de septiembre de 1990 por un intercambio de notas entre las tres potencias occidentales durante las negociaciones que condujeron a la reunificación alemana. Después de que el 12 de septiembre de 1990 entrara en vigor el Tratado Dos más Cuatro, que puso fin a los derechos de reserva de los aliados y dio a la Alemania unificada su plena soberanía, suspendieron el Tratado con Alemania el 15 de marzo de 1991.